# Hlîboke, Krasnodon
Hlîboke (în ucraineană Глибоке) este un sat în așezarea urbană Simeikîne din raionul Krasnodon, regiunea Luhansk, Ucraina.

## Demografie
Componența lingvistică a localității Hlîboke
     Rusă (90%)
     Ucraineană (10%)
Conform recensământului din 2001, majoritatea populației localității Hlîboke era vorbitoare de rusă (90%), existând în minoritate și vorbitori de ucraineană (10%).